# قرية الأطاولة التراثية
قرية الأطاولة التراثية هي قرية تقع في شمال منطقة الباحة في المملكة العربية السعودية.

## نشأة القرية
تتميز قرية الاطاولة التراثية بموقعها المرتفع واطلالتها المتميزة على طريق الطائف الباحة الإقليمي والمناطق المحيطة بها من جميع الجهات حيث تبعد ما يقرب من 33 كم عن مدينة الباحة عاصمة المنطقة (مقر الامارة) وتعتبر مدينة الأطاولة بشكل عام هي الأكبر مساحة في محافظة القرى، وهي مقر الدوائر الحكومية، وتضم القرية سوق ربوع قريش والذي كان يقام يوم الخميس من كل اسبوع ثم تحول إلى يوم الأربعاء، والذي ساهم في تأكيد المكانة التاريخية للقرية، حيث كانت تتوافد سكان المنطقة من القرى المحيطة للبيع والشراء والتجارة في السوق والذي كانت تحكمه القوانين والاعراف المتوارثة والتي كانت بمثابة مواثيق تحكم عمليات التجارة والمعاملات بين الناس في المنطقة.
وقد تميزت قرية الاطاولة بوجود حصنين للحماية كانا مرتبطين بسور للقرية هما حصن العثمان وحصن دماس وهي مباني ذات تصميم فريد من الحجر وتتكون من عدة أدوار، وقد كان يتوسط القرية المسجد الذي مازال باقيا حتى الآن بأنظمة المياه الفريدة التي كانت تستخدم في الوضوء.

## المناخ
تتميز القرية بمناخها معتدل حيث يكون الجو في الصيف دافئا تتخلله الأمطار أحيانا وفي الشتاء أجواء باردة والضباب وزخات من المطر، وتضم العديد من المواقع الأثرية.

## التكوين المعماري
تتكون القرية من حصنين رئيسيين مرتبطين بسور للحماية كانت الحصون تشرف على القرية وكانت احداهما تمثل قصر المشيخة والذي كان يضم ساحة كبيرة لتجمع الناس امام منزل شيخ القبيلة، كما ضمت القرية مسجداً ومدرسة للتعليم.
من تحليل المكونات والعناصر المعمارية ونظم الزخرفة المستخدمة في المباني المكونة لقرية الاطاولة والقرى المحيطة بمحافظة القرى بمنطقة الباحة يمكننا الوصول إلى أهم الخصائص المعماريَّة السائدة في المباني بالقرية وتتمثل في الآتي:

### أولاً: مواد البناء
كانت البيوت القديمة بقرية الاطاولة تتميز بالطابع المعماري الذي يعتمد على توفير مجلسين احدهما كبير والاخر مجلس صغير للعائلة، وقد بنيت البيوت في العادة من صخور الجرانيت والبازلت المتوفرة في المنطقة التي يتم تكسيرها وتفتيتها بمادة اللغب إلى أحجار متوسطة الحجم حيث يتم في البداية عمل قاعدة البيت وذلك بحفر ربض في الأرض بعمق متر إلى متر ونصف وعرض متر واحد تقريباً ومن ثم يتم ردم الحجارة في الربض حتى تتساوى مع سطح الأرض لتشكل قاعدة قوية للبناء الذي يبدأ بشكل منتظم ويستمر حتى ارتفاع باب المنزل ثم يتم وضع الجباهة وهي صخرة كبيرة توضع فوق الأبواب والنوافذ ويتم بعدها إكمال المبنى.

### ثانياً: مكونات المنزل التقليدي بقرية الاطاولة
من تحليل النماذج التي تم دراستها تاريخيا ومن الرفع المساحي للمباني الاثرية القائمة بقرية الاطاولة يمكن تحليل نماذج المسكن التقليدي بالقرية «البلدة القديمة» حيث وُجد أن عدد الغرف في البيت القديم الواحد يبدأ بغرفة واحدة خاصة في الاسر الصغيرة، وكانت غرفة العروس من التقاليد الاساسية التي تميز المنزل القديم كما يتضح من الصور التالية.

### ثالثاً: وصف التوزيع الداخلي وتوزيع الممرات بمباني قرية الاطاولة
حرفة البناء تكون لإقامة غرفة أو بيت بالحجارة وتعتمد على الحجر كمادة للبناء ويتعاون فريق عمل مكون من الباني والملقفين والزملاء المشاركين في البناء، في كل بناء هناك ما يُعرف بحجر الزاوية الذي يوضع على الزوايا في بناء الغرفة وهناك الحجر الطويل للربط بين الحجارة في الغرفة أيضاً نستخدم حجراً يسمى المتين أو الظهر لإقامة الغرفة.
وتستخدم أيضاً حجارة «اللزة» وهي حجارة صغيرة جداً تكون حشواً داخل الحجارة الكبيرة حتى لا يكون هناك خللٌ بين الحجارة الكبيرة أو فتحات في الغرفة، وبعد عمليات الرص والتسوية لأركان الغرفة إلى سقف الغرفة بالخشب لتغطيتها وهي عبارة عن مجموعة من الأخشاب تقص بطريقة معينة طويلة حتى تربط بين أركان الغرفة جميعاً، وكانت تستخدم نباتات صغيرة تفرش على الخشب لتغطية السقف بالكامل بعدها يتم وضع الطين عليها ليتماسك السقف ويكون مقاوماً للأمطار والهواء والشمس ويتم رصفها بطريقة معينة، وبعد الانتهاء من عمليات البناء يتم تلييس الجدار بالطين من الداخل ليكون لونه ترابياً حتى يكون دافئاً في أوقات البرد رطباً في أوقات الحر، ويستخدم البنَّاء أشجار العرعر في الأبواب والشبابيك لأنه أسهل في عملية تغييرها وتحويلها إلى وسائل أخرى يمكن الاستفادة منها كما يستخدم في عملية البناء حجارة «المرو» البيضاء على أبواب وشبابيك المنزل حتى تكون علامة فارقة بلونها. كما يتم استخدام قواعد«أو أعمدة في عملية البناء» ويطلق عليها الزافر تعتمد على رفع سقف المنزل حتى لا يسقط، وتتطلب عملية البناء جهداً كبيراً من قِبل البنائين، فالغرفة الصغيرة تحتاج إلى وقت عمل لمدة شهر كامل حتى يتم الانتهاء منها وفق الترتيبات السابق سردها.